# Ronald D. Coleman
Ronald D'Emory Coleman, född 29 november 1941 i El Paso, Texas, är en amerikansk demokratisk politiker. Han representerade delstaten Texas 16:e distrikt i USA:s representanthus 1983-1997.
Coleman avlade 1963 grundexamen vid University of Texas at El Paso och 1967 juristexamen vid University of Texas at Austin. Han studerade 1981 vid University of Kent i England. Han tjänstgjorde i USA:s armé 1967-1969.
Coleman efterträdde 1983 Richard Crawford White som kongressledamot. Han kandiderade inte till omval i kongressvalet 1996. Han efterträddes i representanthuset av Silvestre Reyes.